# Oxira basistriga
Oxira basistriga är en fjärilsart som beskrevs av Moore 1867. Oxira basistriga ingår i släktet Oxira och familjen nattflyn. Inga underarter finns listade i Catalogue of Life.